# Flagge Sierra Leones
Die Flagge Sierra Leones wurde mit der Unabhängigkeit Sierra Leones am 27. April 1961 angenommen. Ihr Aussehen ist verfassungsrechtlich festgeschrieben.

## Beschreibung und Bedeutung
Die Nationalflagge besteht aus drei gleich großen, horizontalen Streifen: oben grün, in der Mitte weiß und unten blau. Es ist ein Seitenverhältnis von 2 zu 3 vorgeschrieben.
Die Farbe „Grün“ symbolisiert dabei die Landwirtschaft, die Berge und die natürlichen Ressourcen des Landes. „Weiß“ steht für Einheit und Gerechtigkeit, und die Farbe „Blau“ stellt die Hoffnung dar, dass der natürliche Hafen der Hauptstadt Freetown einen Beitrag zum Frieden in der Welt leiste. Im lokalen Gebrauch wird Grün häufig mit dem Regenwald, Weiß mit den Stränden und Blau mit dem Atlantik gleichgesetzt.

## Weitere Flaggen Sierra Leones
Die Seekriegsflagge besteht aus einer weißen Flagge mit der Nationalflagge in der Gösch. Die Präsidentenstandarte ist grün mit dem Wappen auf eine weißen Viereck.

2:3  Seekriegsflagge
Standarte des Präsidenten

## Historische Flaggen
Königin Elisabeth II. verfügte im Land ab 1961 über eine eigene Flagge, bis Sierra Leone 1971 die Republik ausrief.

1889–1914
1914–1961
1961–1971 (Königinflagge)
1961–1971 (Flagge des Generalgouverneurs)